# 考克斯特群
在數學中，考克斯特群是一類由空間中對超平面的鏡射生成的群。這類群廣泛出現於數學的各分支中，二面體群與正多胞體的對稱群都是例子；此外，根系對應到的外爾群也是考克斯特群。這類群以數學家哈羅德·斯科特·麥克唐納·考克斯特命名。

## 形式定義
所謂考克斯特群，是一個群 {\displaystyle W} 寫成如下的表達式，即由滿足一些交互關係的生成元生成的群
{\displaystyle \left\langle r_{1},r_{2},\ldots ,r_{n}\mid (r_{i}r_{j})^{m_{ij}}=1\right\rangle }
其中 {\displaystyle m_{ij}\in \mathbb {N} \cup \{\infty \}} 滿足 {\displaystyle m_{ii}=1} 以及 {\displaystyle m_{ij}\geq 2} 對所有 {\displaystyle i\neq j}。在此 {\displaystyle m_{ij}=\infty } 意指 {\displaystyle (r_{i}r_{j})^{m}} 恆不等於單位元。
注意到 {\displaystyle r_{i}^{2}=e}；若 {\displaystyle m_{ij}=2}，則 {\displaystyle r_{i}r_{j}=r_{j}r_{i}}。且 m 滿足對稱性 {\displaystyle m_{ij}=m_{ji}}。
令這組生成元為 {\displaystyle S}。資料 {\displaystyle (W,S)} 稱為考克斯特群。方陣 {\displaystyle (m_{ij})_{ij}} 稱為考克斯特矩陣。

## 性質

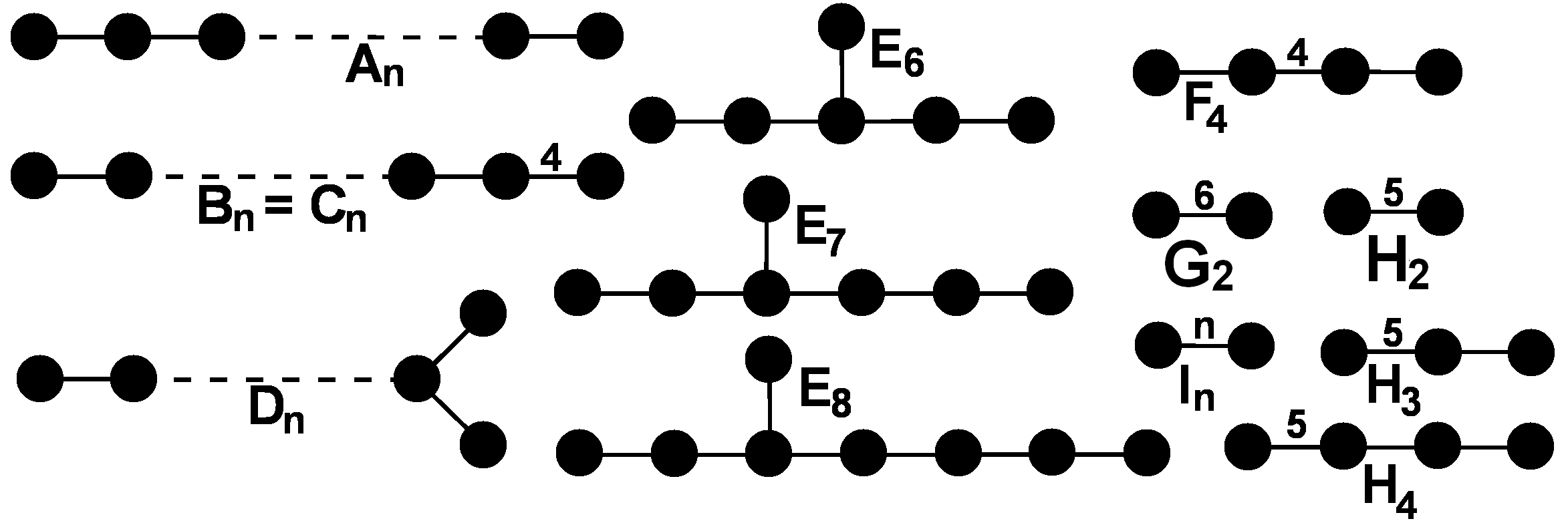
有限考克斯特群的分類

設 {\displaystyle (W,S)} 為考克斯特群，可證明存在一個有限維實矢量空間 {\displaystyle V} 及其上的非退化雙線性形 {\displaystyle q}（未必正定），使得 {\displaystyle W} 同構於正交群 {\displaystyle O(q)} 的某個子群。由於 {\displaystyle S} 的元素均為二階，可視之為 {\displaystyle (V,q)} 中對某些超平面的鏡射。
利用 {\displaystyle (W,S)} 的展示，定義元素的長度如下：對 {\displaystyle w\in W}，定義其長度 {\displaystyle \ell (w)} 為所有表法 {\displaystyle w=r_{i_{1}}\cdots r_{i_{s}}\;(r_{j}\in S)} 中最短的 {\displaystyle s}。由此可導出
{\displaystyle \forall s\in S,\;\ell (ws)=\ell (w)\pm 1}
{\displaystyle \ell (w^{-1})=\ell (w)}

## 例子
- 對稱群 {\displaystyle S_{n}} 是考克斯特群。在此可取 {\displaystyle S} 為置換 {\displaystyle (1,2),(2,3),\ldots ,(n-1,n)}；關係為 {\displaystyle ((k,k+1)(k+1,k+2))^{3}=1}。

- 正多胞體的對稱：正多胞體的對稱群是有限考克斯特群。舉例明之：正多邊形的對稱群是二面體群，正 n 維單形的對稱群是前述的 {\displaystyle S_{n+1}}，又稱為 {\displaystyle A_{n}} 型的考克斯特群。n 維超正方體的對稱群為 {\displaystyle BC_{n}}。正十二面體與正二十面體的對稱群是 {\displaystyle H_{3}}。在四維空間中，存在三種特別的正多胞體──正二十四胞體、正一百二十胞體與正六百胞體，其對稱群分別是 {\displaystyle F_{4},H_{4},H_{4}}。{\displaystyle D_{n},E_{6},E_{7},E_{8}} 可以由某些半正多胞體的對稱群得到。

- 外爾群：每個根系的外爾群都是有限考克斯特群。

- 仿射外爾群：仿射外爾群是無限群，但帶有一個正則阿貝爾子群，使得對應的商群是個外爾群。

## 分類
一般而言，兩個群展示的同構與否是無法判定的。然而對考克斯特群則有一個簡單的判準，稱為交換條件。可以透過考克斯特-丹金圖分類有限考克斯特群。圖的構造方式為：
1. 每個生成元對應到一個頂點。
2. 若 {\displaystyle m_{ij}\geq 3}，則頂點 {\displaystyle r_{i},r_{j}} 之間有邊相連。
3. 若 {\displaystyle m_{ij}\geq 4}，則將邊標上 {\displaystyle m_{ij}}。

## 文獻
- Larry C Grove and Clark T. Benson, Finite Reflection Groups (1985), Graduate texts in mathematics, vol. 99, Springer.
- Paul Garrett, Buildings and Classical Groups (1997), Chapman Hall. ISBN 0-412-06331-X . PostScript 檔案下載 （页面存档备份，存于） .
- James E. Humphreys, Reflection Groups and Coxeter Groups (1990), Cambridge studies in advanced mathematics, 29.